# Nieuw-zes
Nieuw-zes (N-zes) is een Belgische lokale politieke partij te Heist-op-den-Berg.

## Geschiedenis
De partij werd opgericht door voormalig CD&V-er Patrick Schoovaerts en ex-ETA-er Dirk Van den Broeck in aanloop naar de gemeenteraadsverkiezingen van 2024. Schoovaerts was lijsttrekker. Die stembusgang overtuigde N-zes 1,1% van de kiezers, onvoldoende voor een zetel in de Heistse gemeenteraad.